# ペティノワール・ポレサッド
パティノワール・ポールシュド（フランス語: Patinoire Pôlesud）は、フランス共和国のグルノーブルに存在する多目的スタジアム。

## 概要
本スタジアムは2001年に1,300万ユーロの費用により建設された。その建設費は集合自治体であるグルノーブル・アルプス・メトロポレが負担したとされる。
本スタジアムは面積3,200㎡の広さを持ち、スポーツ競技場とレクレーションホールの機能を併せ持つ。特にスポーツ競技場はアイスホッケー、フィギュアスケート、ショートトラックスピードスケートなどが開催され、フランスのアイスホッケーチーム・グルノーブル・メトロポレ・ホッケー38のホームリンクとして使用されている。
収容人員は建設当初こそ3,496名であったが、2018年になり施設の拡張などを行い、現在の4,208名に増えている。

## 開催競技大会
- 2017年フランス杯 (フィギュアスケート)
- 2018年フランス国際 (フィギュアスケート)
- 2019年フランス国際 (フィギュアスケート)